# Martha Hudson
Martha B. Hudson, później Pennyman (ur. 21 marca 1939 w Eastman w stanie Georgia) – amerykańska lekkoatletka specjalizująca się w biegach sprinterskich, złota medalistka letnich igrzysk olimpijskich w Rzymie (1960) w sztafecie 4 × 100 metrów.

## Sukcesy sportowe
- halowa mistrzyni Stanów Zjednoczonych w biegu na 100 jardów – 1959

| Rok  | Miasto | Zawody               | Konkurencja        | Wynik       |
| ---- | ------ | -------------------- | ------------------ | ----------- |
| 1960 | Rzym   | igrzyska olimpijskie | sztafeta 4 × 100 m | złoty medal |

## Rekordy życiowe
- bieg na 100 m – 11,7 – 1960